# Pinacoteca nazionale di Atene
La Pinacoteca Nazionale–Museo Alexandros Soutzos (in greco Εθνική Πινακοθήκη-Μουσείο Αλεξάνδρου Σούτζου?, Ethniki Pinakothiki-Mouseio Alexandrou Soutzou) è un museo d'arte ad Atene dedicato all'arte greca ed europea dal XIV al XX secolo. È diretto da Marina Lambraki-Plaka.

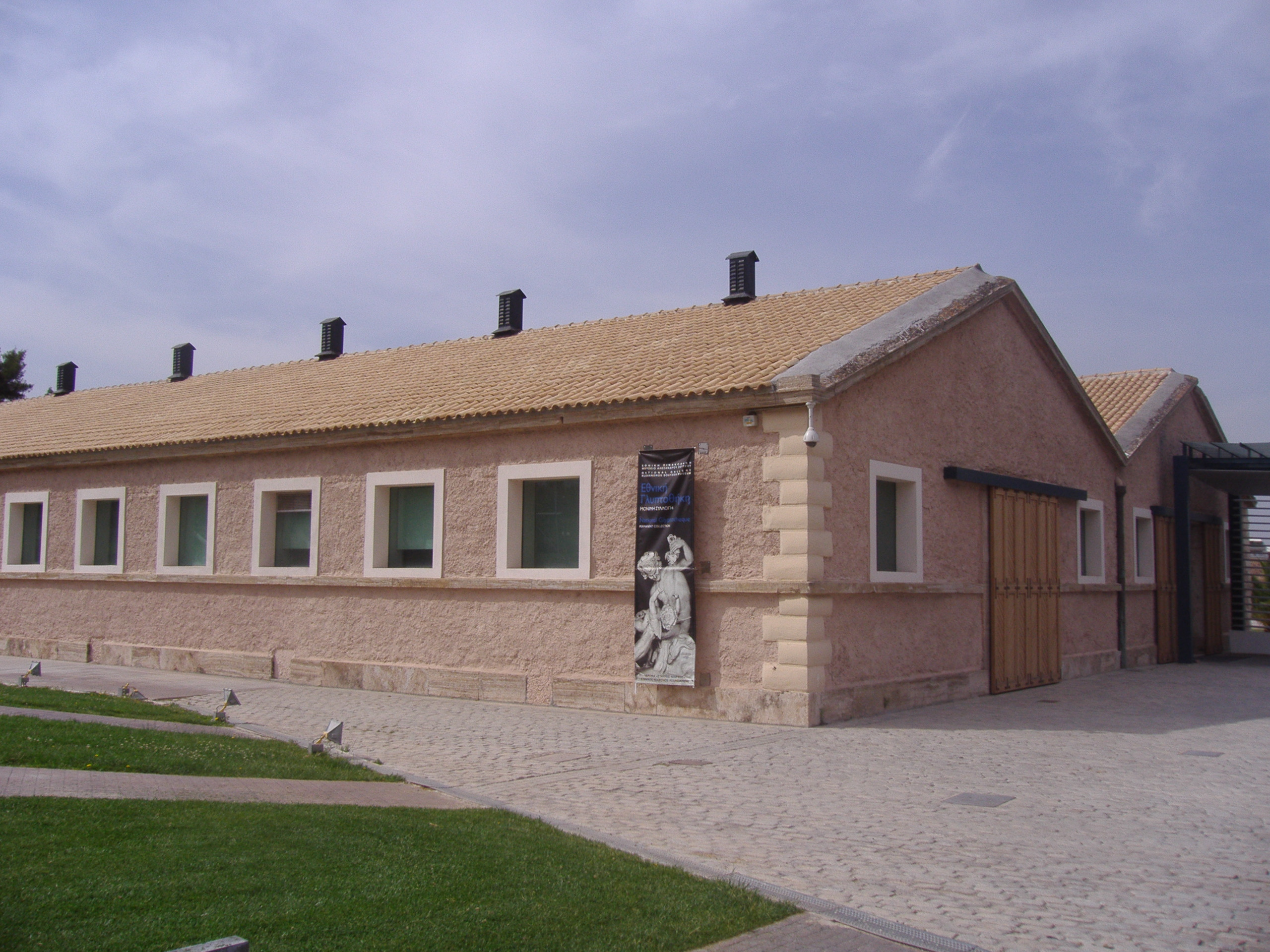
La Glittoteca Nazionale

## Storia
Fu istituito nel 1878 come una piccola collezione di 117 opere esposte all'Università di Atene. Nel 1896, Alexandros Soutzos, giurista e amante dell'arte, lasciò in eredità al governo greco la sua collezione e la sua proprietà, aspirando alla creazione di un museo d'arte. Il museo ha aperto nel 1900 e il primo curatore è stato il famoso pittore greco Georgios Jakobides di Monaco. Dopo la seconda guerra mondiale i lavori iniziarono per la creazione un nuovo edificio. Dopo aver trasferito le sculture nella nuova Glittoteca nazionale, si è deciso di costruire una nuova ala, che è stata inaugurata nel 2021, con un allestimento su tre piani, che evidenzia gli artisti greci. Al piano terra si trovano alcune opere d'arte bizantina, le opere di El Greco e una carrellata sull'Ottocento greco, dal neoclassicismo alle opere patriottiche, fino a al simbolismo. Il primo piano è dedicato al primo Novecento greco e a opere per lo più figurative fino agli anni 1960/1970. Il secondo piano espone lavori di arte contemporanea fino ai giorni nostri. Esistono delle vetrine dedicate alle arti grafiche, che a rotazione mostrano opere su specifici temi. Al momento (2023) l'arte europea non è esposta.
Il museo ha aperto tre sedi distaccate, oltre alla Glittoteca, a Nafplion, Sparta e Corfu.

## Collezioni
Le mostre della galleria si concentrano principalmente sull'arte greca post-bizantina. La galleria possiede ed espone anche una vasta collezione di artisti europei. Particolarmente preziosa, è la collezione di dipinti del Rinascimento.

### Artisti europei
- Joachim Beuckelaer, Scena del mercato
- Jan Bruegel il Giovane, La Vergine in Paradiso
- Pieter Bruegel il Vecchio
- Dürer
- El Greco, Il concerto degli angeli, Cristo in croce con le due Marie e San Giovanni, San Pietro
- Luca Giordano, Ester e Assuero
- Jacob Jordaens, L'adorazione dei pastori
- Zanino di Pietro, Vergine con bambino e angeli
- Jacopo del Sellaio, San Girolamo nel deserto
- Giovanni Battista Tiepolo, Eliezer e Rebecca, L'agonia in giardino
- Lorenzo Veneziano, Crocifissione
- David Vinckeboons, Raccolta del vino
- Ivan Aivazovsky, Bruciando l'ammiraglia turca
- Pieter Aertsen
- Jacob Beschey, Mosè che prende l'acqua dalla roccia
- Braque
- Antoine Bourdelle
- Canaletto
- Raffaello Ceccoli
- Cecco del Caravaggio, Giovane con strumenti musicali
- Eugène Delacroix, Guerriero greco montato
- Henri Fantin-Latour Natura morta
- Jacques Linard, Natura morta
- Claude Lorrain
- Albert Marquet
- Henri Matise
- Willem van Mieris, Signora con il pappagallo
- Piet Mondrian, Paesaggio con un mulino
- Antony Francis van der Meulen
- Francesco Pize
- Pablo Picasso, Composizione
- Piranesi
- Francis Picabia
- Rembrandt
- Auguste Rodin
- Peter Paul Rubens, La festa dell'Epifania, Adorazione dei pastori
- Maurice Utrillo
- Mario Tozzi

### Artisti greci
- Ioannis Altamouras
- George Bouzianis
- Leonidas Drosis
- Nikos Engonopoulos
- Demetrios Farmakopoulos
- Alekos Fassianos
- Lazaros Fytalis
- Nikolaus Gysis
- Demetrios Galanis
- Theophilos Hatzimihail
- Nikos Hadjikyriakos-Ghikas
- Georgios Jakobides
- Nikos Kessanlis
- Ioannis Kossos
- Nikiphoros Lytras
- Polychronis Lempesis
- Konstantinos Maleas
- Yannis Moralis
- Dimitris Mytaras
- Theocharis Mores
- Nikos Nikolaou
- Périclès Pantazis
- Andreas Pavias
- Konstantinos Parthenis
- Yiannis Psychopedis
- Georgios Roilos
- Lucas Samaras
- Theodoros Stamos
- Panayiotis Tetsis
- Epameinondas Thomopoulos
- Yannis Tsarouchis
- Kostas Tsoklis
- Stefanos Tzangarolos
- Theodoros Vryzakis
- Spyros Vassiliou
- Konstantinos Volanakis
- Ioannis Zacharias

## Statistiche
Circa quattro milioni di persone hanno visitato la Pinacoteca Nazionale negli ultimi quattordici anni. La sua attività espositiva è principalmente supportata da sponsorizzazioni che coprono fino alla metà del budget. La Pinacoteca ha aperto le filiali degli ultimi anni a Nauplia, Sparta e Corfù.

## Informazioni
La galleria è situata su Vassilissis Sofias Avenue, di fronte all'Hilton Athens. Può essere raggiunto con la metropolitana di Atene alla stazione Evangelismos. La Glittoteca Nazionale si trova presso "Alsos Stratou" (Parco militare) a Goudi, vicino al viale Kanellopoulou ed è raggiungibile con la metropolitana di Atene alla stazione di Katehaki.